# Operació Windsor
L'operació Windsor (del 4 al 5 de juliol de 1944) va ser un atac canadenc, que va formar part de la batalla de Normandia durant la Segona Guerra Mundial. L'atac va ser dut a terme per la 3a Divisió d'Infanteria Canadenca per prendre Carpiquet i el camp aeri contigu, a mans de les tropes de la 12a Divisió Panzer-SS Hitler Jugend del Panzergruppe West. L'atac es pretenia originalment tenir lloc durant les etapes posteriors de l'operació Epsom, per protegir el flanc est de l'assalt principal, però es va ajornar durant una setmana.
El 4 de juliol, la 8a Brigada d'Infanteria Canadenca i un batalló adjunt de la 3a Divisió d'Infanteria Canadenca van atacar Carpiquet, recolzat en els flancs per la 2a Brigada Blindada Canadenca. El poble va ser capturat a mitja tarda, però la resistència alemanya al sud va derrotar dos atacs al camp aeri, malgrat el suport de tancs i aeri importants. L'endemà, els canadencs van rebutjar els contraatacs alemanys i van mantenir el poble, que va servir de base per a l'operació Charnwood, un atac del Segon Exèrcit a Caen, que va implicar la resta de la 3a Divisió d'Infanteria Canadenca el 8 de juliol i el camp aeri va ser capturat pels canadencs. el 9 de juliol.

## Rerefons
Caen era un objectiu de l'Operació Overlord per al I Cos del Segon Exèrcit anglo-canadenc, que el 6 de juny de 1944 va desembarcar forces a dues platges de Normandia, per capturar la ciutat i la zona del Carpiquet. La resistència alemanya va impedir que la ciutat fos capturada el dia D, resultat que el tinent general Miles Dempsey, comandant del Segon Exèrcit, considerava possible. Durant les tres setmanes següents, es va produir una guerra de posicions al voltant de Caen, ja que ambdues parts van atacar i contraatacar per un avantatge tàctic menor al front anglo-canadenc i com a intenció estratègica de forçar els alemanys a allunyar les seves unitats blindades més poderoses lluny del Primer Exèrcit dels Estats Units, mentre capturava Cherbourg i es dirigia cap al sud a través del bocage cap a Saint-Lô.
Del 26 al 30 de juny, el Segon Exèrcit va realitzar l'operació Epsom, amb el VIII Cos que havia arribat recentment des de Gran Bretanya, per flanquejar Caen des de l'oest i aprofitar el terreny alt a través de l'Orne, a prop de Bretteville-sur-Laize, al sud. El VIII Cos va avançar 9,7 km a través de fortificacions de camp extensives, però els alemanys van poder contenir l'ofensiva, després de comprometre les seves darreres reserves. Depenent de l'èxit del VIII Cos, la 3a Divisió d'Infanteria Canadenca i la 2a Brigada Blindada Canadienca havien de capturar el poble i el camp aeri de Carpiquet a l'operació Ottawa, que es va ajornar.
Després de l'avanç aliat a l'oest de Caen, el I SS-Panzerkorps va mantenir posicions al nord i a l'oest de la ciutat. Les defenses de camp del riu Orne i els voltants de Carpiquet, a 5,6 km al nord-oest del centre de Caen, van obstruir un avanç cap al Caen des del nord. El poble va ser objectiu de la 3a Divisió d'Infanteria Canadenca, sota el comandament del Major General R. FL Keller. La necessitat aliada de camps aeris addicionals a la part continental de Normandia assegurava que la captura de la zona de Carpiquet era una prioritat per als aliats i una posició defensiva igualment important per als alemanys.

## Preludi

### Defenses alemanyes

Topografia de la zona a l'oest de Caen

L'aeròdrom del Carpiquet es trobava a 1,9 km de terreny pla, que oferia un "terreny matador" per als defensors. L'aeròdrom s'havia fortificat amb camps de mines, emplaçaments de canons de campanya i metralladores, ocupats pel I Batalló del 26è Regiment SS-Panzergrenadier, una bateria antiaèria i quinze tancs.

### Forces aliades
Keller va seleccionar la 8a Brigada d'infanteria canadenca, composta pel The Queen's Own Rifles of Canada (QOR), Le Régiment de la Chaudièrei el regiment The North Shore (New Brunswick); The Royal Winnipeg Rifles  (RWR) van ser adherits de la 7a Brigada d'infanteria canadencaper encapçalar l'assalt. El suport del 10è Regiment Blindat (The Fort Garry Horse), del The Sherbrooke Fusiliers i el Cameron Highlanders Support Battalion van ser proporcionats per l'assistència de tanques i metralladores . Dues esquadres de caça bombarders Hawker Typhoon i tres esquadrons de tancs especialitzats de la 79a Divisió Blindada britànica s'afegiren posteriorment. El vespre del 3 de juliol, el cuirassat HMS Rodney va bombardejar els edificis al voltant de Carpiquet des de la badia del Sena a una distància de 24.000 m, amb quinze salves dels seus canons de 16 polzades.
L'operació Windsor estava prevista que s'iniciés a les 05:00 el 4 de juliol, després d'un bombardeig de 21 regiments d'artilleria, amb Le Régiment de la Chaudière i el North Shore Regiment atacant Carpiquet, ja que un esquadró dels Sherbrooke Fusiliers protegia el flanc nord amb una atac de diversió a Franqueville. Al sud, la RWR havia d'avançar i apoderar-se dels hangars de l'aeroport de Carpiquet. Al mateix temps que l'atac canadenc, la 43a Divisió havia d'atacar més al sud pel costat nord de l'Odon per capturar Verson. Una vegada que els regiments haguessin capturat Carpiquet, el QOR passaria per a controlar els edificis de control del camp aeri. La captura del camp aeri permetria més atacs anglo-canadencs contra Caen.

## Batalla

### 4 de juliol

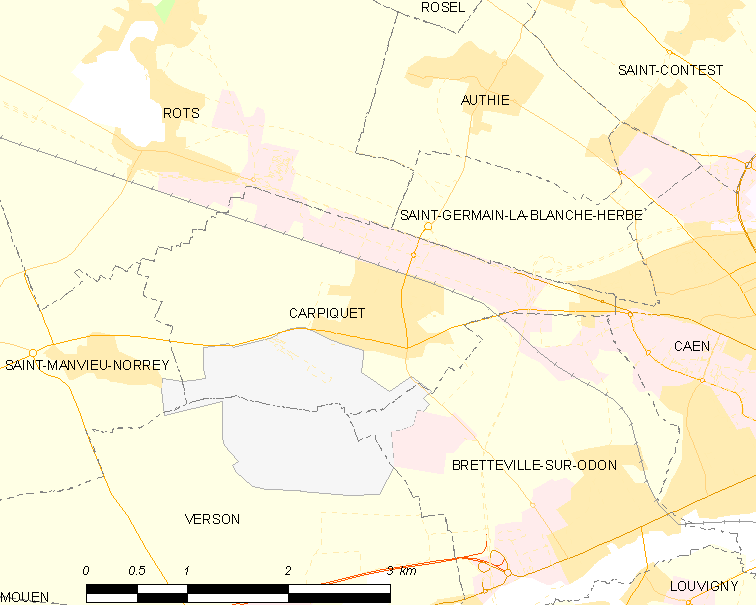
Mapa de la zona de Carpiquet, comuna FR codi insee 14137

Tan bon punt l'alba s'alçava el 4 de juliol, els regiments d'artilleria van obrir foc a les posicions alemanyes a Carpiquet i els voltants, disparant una barrera de 1,6 km d'ample i 370 m de profunditat. A les 05:00, dos batallons d'infanteria canadenca van avançar cap a Carpiquet, mentre que l'esquadró dels Sherbrooke Fusilier escenificava la diversió cap al nord.Els Sherbooke Fusiliers van passar pels camps de mines alemanys i van atacar Chateau-St-Louet i Gruchy abans de retirar-se, però les posicions defensives del 26 Regiment SS Panzergrenadier van romandre intactes i van continuar disparant a la riba nord. Al centre, els Chaudières van evitar gran part del foc dirigit a la vora nord quan avançaven a Carpiquet. Cap a les 06:32, tots dos batallons havien arribat als afores del poble i es van trobar amb tancs de la 12a Divisió SS Panzer. Al poble, va començar una lluita casa a casa i els tancs del 10è Regiment Blindat Canadenc van ajudar a la infanteria en desbordar posicions alemanyes.
Al sud, la RWR va avançar lentament cap al camp aeri, amb foc de morter alemany provocant moltes baixes a la infanteria i tancs. Amb un esquadró del Fort Garry Horse només disponible per a foc indirecte, la RWR va trigar noranta minuts per avançar els 2,4 km de Marcelet fins als hangars de l'aeroport, sota el foc de la riba sud de l'Odon.Diversos tancs de Sherman van quedar fora de combat i a migdia el RWR es va veure obligada a retirar-se a la meitat de les seves posicions originals.
Sense saber que la RWR no havia aconseguit el control del camp aeri, Keller va enviar el QOR per començar la segona fase de l'assalt. El batalló es va avançar cap al poble de Carpiquet, ocupat pels Chaudières i la riba nord, que van atacar punts forts alemanys que durant l'assalt inicial s'havien deixat enrere. Els atacs d'infanteria, els llançaflames, els tancs de petard (tancs Churchill muntats amb un morter de 290 mm) i la immolació d'un punt fort van obligar a dotze defensors supervivents a rendir-se; la guarnició restant es va rendir després d'una decidida resistència. El QOR va arribar a la vora de Carpiquet quan el RWR es va retirar i se li va ordenar mantenir les seves posicions fins que el RWR es reorganitzés per un segon atac.
Per al segon atac a l'aeroport, Keller va obtenir el suport de dos esquadrons de caça bombarders Typhoon. Als supervivents del RWR se'ls va ordenar "executar un atac arrasat pel terreny inferior al voltant del flanc esquerre de l'enemic", amb suport de tanc i artilleria, sota la impressió que la 43a Divisió havia arribat a Verson, encara que aquesta posició no podia evitar un contraatac del sud-est. A la tarda, el RWR va reprendre l'atac a la pista d'aterratge i va arribar als hangars, però no van poder desallotjar els defensors alemanys. Els tancs de Fort Garry van trobar un grup de batalla de tancs Panther i es va veure aclaparat, i es va ordenar al RWR retirar-se a la seva línia inicial sota la cobertura de la foscor. A Carpiquet, la 8a Brigada d'infanteria canadenca va consolidar ràpidament les seves posicions, que eren les més properes a Caen de qualsevol unitat aliada. Tot i que els canadencs tenien el control de Carpiquet i els hangars del nord, els hangars del sud i els edificis de control van quedar en mans alemanyes.

### 5 de juliol
A menys d'1,5 km dels afores de Caen, la 8a Brigada d'infanteria canadenca representava una amenaça per a les posicions alemanyes a la ciutat.Amb la major part de les defenses concentrades al nord de Caen i al costat del riu Odon, es temia que les forces anglo-canadenques poguessin atacar des de Carpiquet i evitar la majoria de les defenses. Malgrat el creixent desconcert sobre l'efectivitat dels contraatacs immediats, Kurt Meyer va ordenar a les SS que reconquerissin Carpiquet. Unitats de la 1a Divisió Panzer-SS es prepararen per contraatacar el Carpiquet de Francqueville amb tancs, artilleria, morters i infanteria.
Poc després de la mitjanit, va començar el primer dels contraatacs de les SS i, tot i que el dia anterior s'havien perdut tretze tancs, el desè Regiment Blindat Canadenc i els morters dels Cameron Highlanders, van derrotar l'atac i van causar moltes baixes. A l'alba, els atacants no havien guanyat pràcticament cap terreny i cap al migdia, la 8a Brigada d'infanteria canadenca i el 10è Regiment blindat canadenc havien derrotat tres contraatacs, amb l'assistència dels caces bombarders Typhoon i de l'artilleria. El poble es va mantenir fermament en mans canadenques, tot i que va ser sotmès a freqüents bombardejos de Nebelwerfer i morter.

## Conseqüències

### Anàlisi

Operació Charnwood, 8–9 de juliol de 1944

Windsor va ser el primer atac per part de la 3a divisió canadenca i va deixar els alemanys al control de l'aeroport de Carpiquet, que va obligar la 43a Divisió a retirar-se de Verson i Fontaine-Etoupefour. El 2005, Reid va escriure que l'atac hauria d'haver estat realitzat per dues brigades més que una i un batalló addicional. El batalló adjunt va aconseguir arribar als hangars i lluitar per ells, però se'ls va ordenar retirar-se dues vegades. L'èxit dels defensors alemanys en mantenir la seva presa sobre el camp aeri, tret de l'extrem nord i el poble de Carpiquet, va deixar els canadencs en un lloc destacat que va ser contraatacat diverses vegades. El fracàs de la brigada en assolir tots els seus objectius, va provocar dubtes sobre l'aptitud de Keller per al seu comandament, tot i que els preparatius de l'operació Charnwood podrien haver estat el motiu pel qual Keller delegà la planificació de Windsor al comandant de la 8a brigada d'infanteria canadenca, Brigadier K. G. Blackader.
Tres dies després de l'operació Windsor, la 3a divisió d'infanteria canadenca va participar en l'operació Charnwood. El 9 de juliol, la 8a Brigada d'infanteria canadenca va capturar el camp aeri de Carpiquet i, a la nit, la meitat nord de Caen havia estat capturada. El 18 de juliol, les forces britàniques i canadenques van llançar les operacions Atlàntic i Goodwood, en què els canadencs van capturar els districtes de Caen a la riba sud i els britànics van capturar terreny a l'est i al sud de la ciutat. Les forces canadenques van atacar les posicions alemanyes a la cresta de Verrières en l'operació Spring.

### Les baixes
El nombre de baixes canadenques per l'operació va ser de 377, dels quals 127 homes van morir, la majoria el 4 de juliol. El RWR i The North Shores van perdre cadascun 132 homes, El desè Regiment blindat canadenc va perdre 17 tancs i un nombre desconegut de tancs va ser perdut pels Sherbrooke Fusiliers. El I Batalló del 26 Regiment Panzergreanadier va tenir 155 víctimes d' infanteria i la 1a Divisió SS-Panzer (Leibstandarte Adolf Hitler) , que va contraatacar el 5 de juliol, va perdre uns  20 tancs. El II Batalló del 1r Regiment 1 de Panzer-grenadiers tenia115 baixes